# نيكولاوس أ. باباجورجيو
نيكولاوس أ. باباجورجيو هو طبيب وسياسي يوناني، ولد في 21 يوليو 1901، وتوفي في 1 أكتوبر 1983. نشط حزبياً في Liberal Party (Greece) ‏. وقد انتخب عضو البرلمان اليوناني ‏ عن دائرة  وانتخب عضو البرلمان اليوناني ‏ عن دائرة electoral district of Magnisia ‏ وانتخب عضو البرلمان اليوناني ‏ عن دائرة Larissa (constituency) ‏.